# Endoperydium

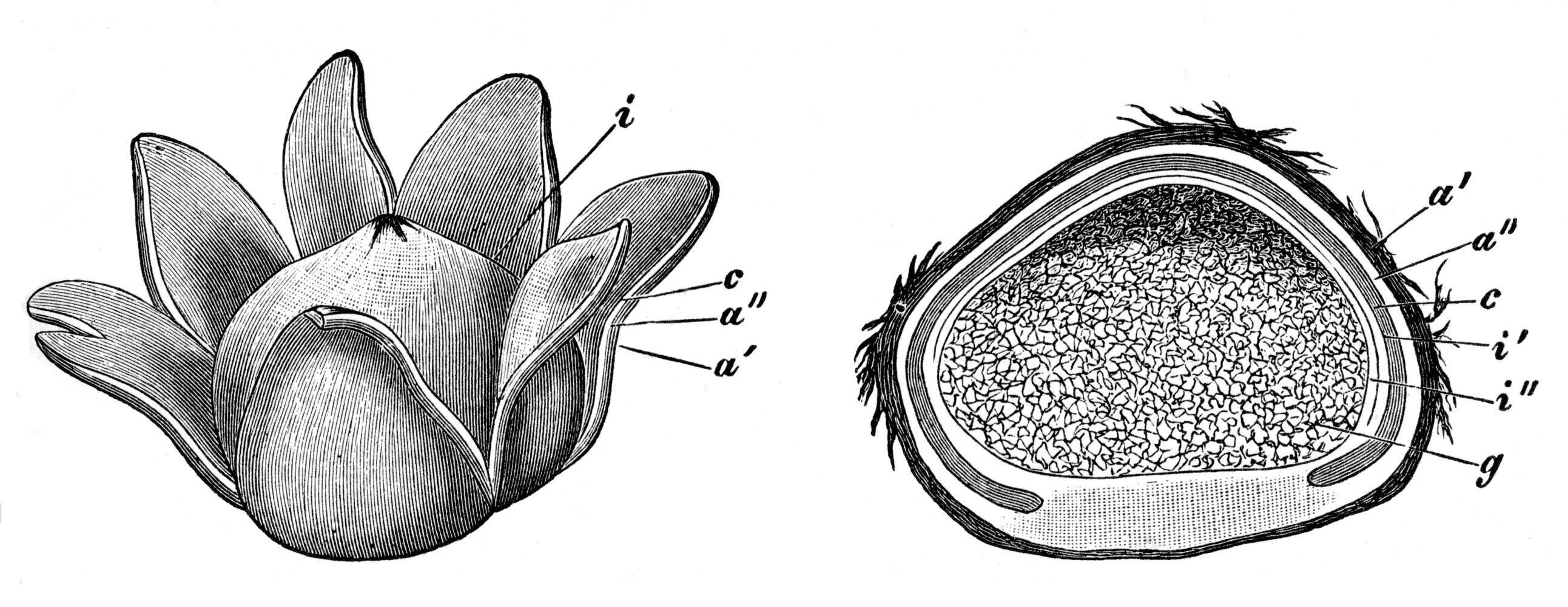
Perydium u promieniaka wilgociomierza; młode (po prawej) i dojrzałe (po lewej)
i – endoperydium; a – egzoperydium; g – gleba

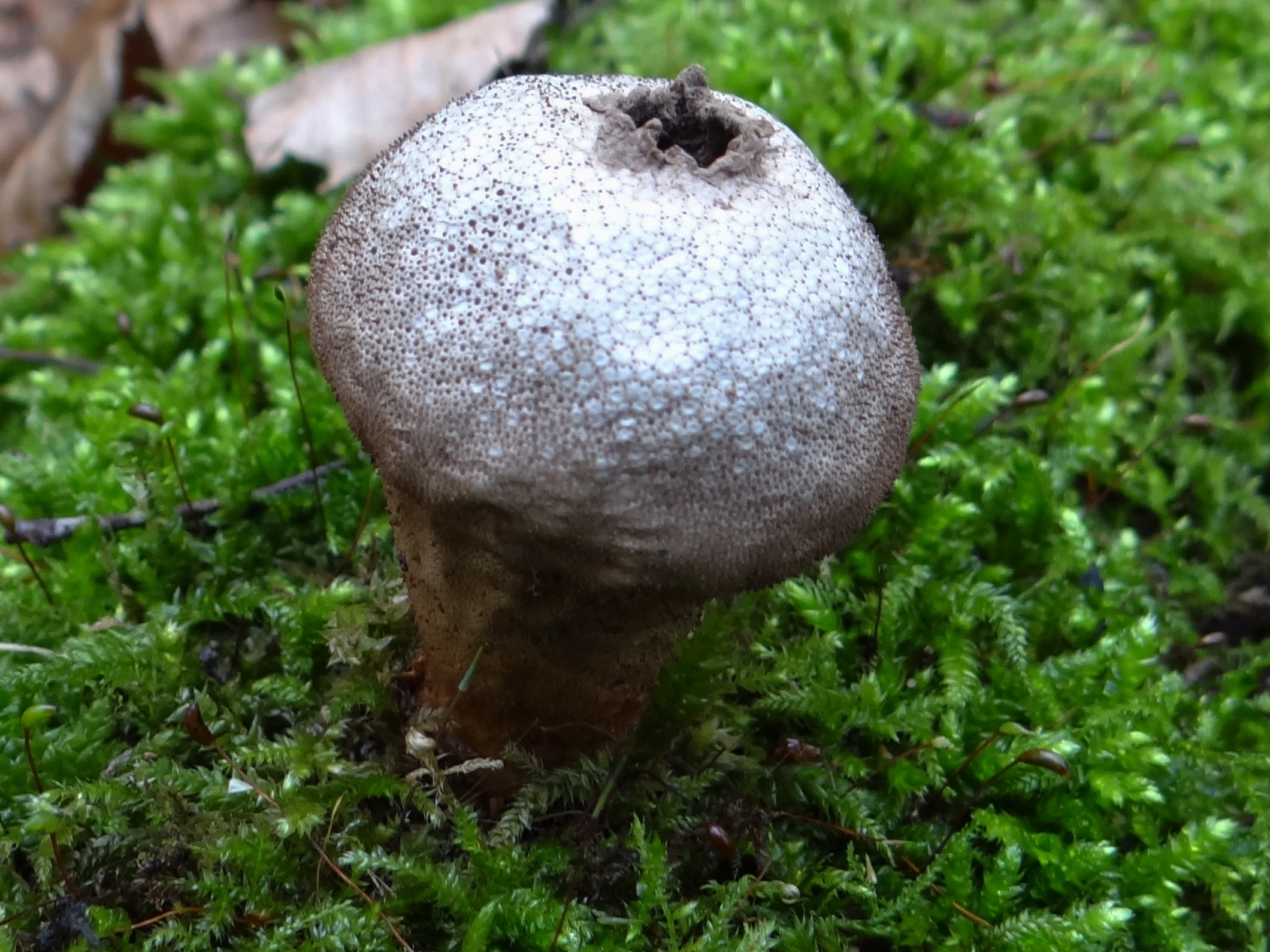
Otwór na szczycie endoperydium u purchawki chropowatej

Endoperydium lub okrywa wewnętrzna – wewnętrzna warstwa okrywy (perydium) w owocnikach niektórych grup grzybów i śluzowców. Występuje u grzybów dawniej zaliczanych do wnętrzniaków (np. u purchawek Lycoperdon, tęgoskórów Scleroderma).
Endoperydium stanowi ważną cechę diagnostyczną przy oznaczaniu gatunków. Może mieć różną barwę i różną grubość, być matowe lub połyskliwe. U purchawek jest cienkie, papierowate lub pergaminowate. Podczas dojrzewania zarodników zazwyczaj najpierw łuszczy się i odpada okrywa zewnętrzna (egzoperydium), potem dopiero endoperydium, które pękając odsłania znajdującą się w nim glebę. Sposób pękania endoperydium jest również ważną cecha diagnostyczną przy oznaczaniu gatunków. U licznych gatunków endoperydium pęka na szczycie owocnika w ten sposób, że powstaje otwór o postrzępionych brzegach i kształcie okrągłym, szczelinowatym lub nieregularnym. U nielicznych gatunków otwór taki tworzy się u podstawy owocnika wskutek jego oderwania się od sznura grzybniowego. Czasami endoperydium pęka wieloma szczelinami, całkowicie odsłaniając glebę. U tęgoskórów endoperydium pozostaje złączone z egzoperydium, cała ich okrywa pęka i rozpada się płatami. U gwiazdoszy Geastrum endoperydium jest kuliste, cienkościenne i pergaminowate. Może być siedzące, lub uniesione nad ziemią na jednej lub kilku szyjkach. Szyjki te tworzą się z włóknistej warstwy endoperydium przedłużającej się do wnętrza endoperydium i tworzącej nibykolumellę.